# Barrage Susie
Pour les articles homonymes, voir Suzie.
Le barrage Susie est une infrastructure de rivière aménagée sur le lac Brécourt (lequel est traversé par la rivière Suzie), située dans la ville de Senneterre, dans la municipalité régionale de comté (MRC) de La Vallée-de-l'Or, en Abitibi-Témiscamingue, dans la province de Québec, au Canada.
La mission de cette infrastructure est de faire dévier l’eau du cours naturel de la rivière Suzie vers le lac du Poète; puis les cinq infrastructures (deux digues et trois barrages) du lac du Poète permettent de dévier l’eau du lac du Poète lequel est traversé par la rivière Suzie, vers le réservoir Gouin et, par conséquent, vers la rivière Saint-Maurice. Cet ensemble de digues et de barrages vise à régulariser l’alimentation en eau en amont du réservoir Gouin.
Cette zone est accessible par plusieurs routes forestières dont l’une passe au sommet du barrage Susie.

## Géographie
Les principaux bassins versants de proximité du barrage de la Suzie sont:
- côté nord: lac Bernier (rivière Suzie), ruisseau Mercier, lac Mercier (rivière Mégiscane), lac Pascagama, rivière Pascagama, rivière Berthelot (rivière Mégiscane);
- côté est: lac du Poète (rivière Mégiscane), lac Rivas, baie Adolphe-Poisson, baie Mattawa, baie Saraana, lac du Mâle (réservoir Gouin);
- côté sud: rivière Suzie, rivière Mégiscane, ruisseau Provancher, lac Chassaigne;
- côté ouest: lac Bongard, rivière Suzie, rivière Kekek, rivière Serpent (rivière Mégiscane).

L’embouchure naturelle du « lac Brécourt » est localisée au Nord-Ouest du lac, soit à:
- 9,1 km au Sud-Ouest du fossé de dérivation menant le courant vers le lac du Poète (rivière Mégiscane);
- 18,0 km au Sud-Ouest de l’embouchure de la rivière Mégiscane;
- 28,9 km au Sud-Ouest au Sud-Ouest de l’embouchure de la baie Adolphe-Poisson;
- 83,7 km au Sud-Ouest du centre du village de Obedjiwan lequel est situé sur une presqu’île de la rive Nord du réservoir Gouin;
- 117 km au Sud-Ouest du barrage Gouin;
- 149 km à l’Ouest du centre du village de Wemotaci (rive Nord de la rivière Saint-Maurice);
- 236 km à l’Ouest du centre-ville de La Tuque;
- 314 km au Nord-Ouest de l’embouchure de la rivière Saint-Maurice (confluence avec le fleuve Saint-Laurent à Trois-Rivières)[2].

## Infrastructure
Trois infrastructure de barrage ont été aménagés ont été aménagées sur la rive Nord du lac Brécourt, créant un réservoir de forte contenance.
| Barrage Suzie           |                                      |                                      |                                       |
| Caractéristiques        | Suzie-Mégiscane - Digue S-2 X0002441 | Suzie-Mégiscane - Digue S-1 X0002442 | Barrage Suzie (Lac Brécourt) X0003077 |
| Hauteur                 | 6,7                                  | 9,8                                  | 11,1 m                                |
| Capacité de retenue     | 4 255 000 000 m3                     | 7 590 000 000 m3                     | 33 210 000 m3                         |
| Hauteur de la retenue   | 3,7                                  | 6,6                                  | 8,7 m                                 |
| Longueur de l'ouvrage   | 340 m                                | 501 m                                | 607 m                                 |
| Type de barrage         | Terre                                | Terre                                | Terre                                 |
| Type de terrain         | Till                                 | Till                                 | Roc                                   |
| Classe                  | E                                    | E                                    | E                                     |
| Niveau des conséquences | Minimal                              | Minimal                              | Minimal                               |
| Superficie du réservoir | 142,7 ha                             | 142,7 h                              | 410 ha                                |
| Année de construction   | 1954                                 | 1954                                 | 1954                                  |

,

## Toponymie
Le toponyme « barrage Susie » a été officialisé le 24 janvier 2002 à la Commission de toponymie du Québec.